# Pád Bílého domu
Pád Bílého domu (v anglickém originále Olympus Has Fallen) je americký akční film režiséra Antoine Fuqua z roku 2013 natočený podle scénáře Creightona Rothenbergera a Katrin Benedikt. Pojednává o teroristickém útoku na Bílý dům a následném uvěznění prezidenta Benjamina Ashera, kterého ztvárnil Aaron Eckhart. Hlavní roli ve filmu hraje Gerard Butler, který prezidentovi dělal osobního strážce a jako jediný útok přežil.

## Obsazení
| Gerard Butler     | Mike Banning      |
| Aaron Eckhart     | Benjamin Asher    |
| Morgan Freeman    | Allan Trumbull    |
| Angela Bassettová | Lynne Jacobs      |
| Rick Yune         | Kang Yeonsak      |
| Dylan McDermott   | Dave Forbes       |
| Finley Jacobsen   | Connor Asher      |
| Melissa Leo       | Ruth McMillan     |
| Radha Mitchell    | Leah Banning      |
| Cole Hauser       | agent Roma        |
| Ashley Judd       | Margaret Asher    |
| Phil Austin       | Charlie Rodriguez |
| James Ingersoll   | Joe Hoenig        |
| Freddy Bosche     | agent Diaz        |
| Lance Broadway    | agent O'Neil      |
| Tory Kittles      | agent Jones       |
| Sean O'Bryan      | Ray Monroe        |
| Keong Sim         | Lee Tae-Woo       |